# Trollhättans Walk of Fame

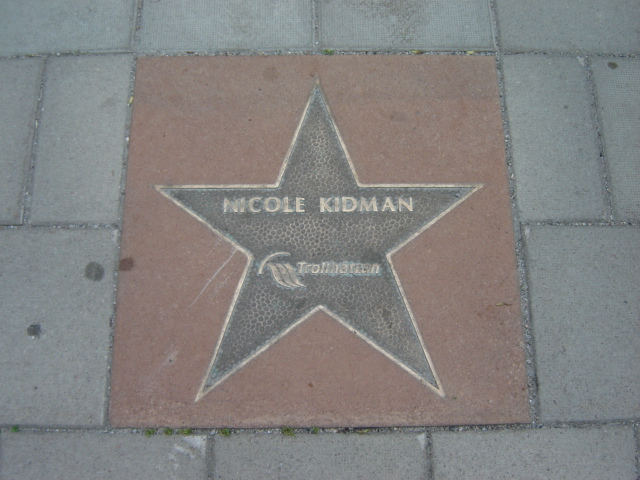
Nicole Kidmans stjärna på Trollhättans Walk of Fame.

Trollhättans Walk of Fame är en del av Storgatan i Trollhättan, där ett antal filmskådespelare med någon anknytning till staden fått egna gyllene stjärnor bland gatstenarna. Den är inspirerad av motsvarande företeelser i andra städer, inte minst den i Hollywood, och invigdes 2004.

## Invigning
Lördagen den 28 augusti 2004 invigdes en Walk of Fame på Storgatan i Trollhättan, som ett samarbete mellan Trollhättans stad och Film i Väst.
Regissören och skådespelaren Claes Eriksson med rötterna i Trollhättan deltog vid invigningen och avtäckte plattan med sitt namn. Denne kom sedan även att få en stjärnplatta i Trollhättans Park of Fame.
Till en början kom gatubilden prydas av tolv stjärnplattor med namn på utvalda filmstjärnor med anknytning till Trollhättan:
- Pernilla August
- Lena Endre
- Rolf Lassgård
- Kjell Bergqvist
- Claes Eriksson
- Mikael Persbrandt
- Helena Bergström
- Fares Fares
- Marie Richardson
- Jakob Eklund
- Nicole Kidman
- Stellan Skarsgård

## Senare utökningar
Sedan dess har fyra ytterligare stjärnor tillkommit, vilket gjort summan utmärkta skådespelare till 16:
- Michael Nyqvist
- Samuel Fröler
- Lena Olin
- Lauren Bacall